# Fullblox
Fullblox, känt som Stretchmo i Nordamerika och som Hikudasu Hippaland i Japan, är ett pusselspel som utvecklats av Intelligent Systems och publicerades av Nintendo till Nintendo 3DS. Det är en uppföljare till Pullblox och Fallblox, och släpptes internationellt maj 2015.